# Фазова діаграма
Фа́зова діагра́ма або діагра́ма ста́ну — графічне зображення граничних ліній співіснування фаз фізико-хімічної системи залежно від її складу та термодинамічних параметрів.

## Загальний опис
Фазові діаграми найчастіше будуються залежно від температури й тиску і від температури й компонентного складу.
Ілюструє для даної системи границі існування окремих фаз, а також умови переходу одних фаз в інші залежно від якісного й кількісного складу та параметрів стану. Така діаграма показує, які фази речовини більш стабільні за заданих умов.
Фази зображаються як області величин тиску та температури на діаграмі. Лінії границь між фазами відповідають умовам, де
фази співіснують у рівновазі.

## Однокомпонентні речовини

Рисунок 1. Фазова діаграма для води

Для однокомпонентних речовин фазові діаграми будуються залежно від температури й тиску. За правилом фаз, співіснування двох агрегатних станів, наприклад, рідини та газу, задається на такій діаграмі лінією. Співіснування трьох фаз можливе в окремих точках. Рис.1 подає приклад фазової діаграми для води. Фазова діаграма однокомпонентної системи складається з кривої сублімації (червона лінія), кривої кипіння (синя лінія) і кривої плавлення (зелена лінія), що характеризують двофазні рівноважні стани. Точка, де в рівноважному стані перебувають три фази (тверда, рідка й газоподібна), називається потрійною.

## Бінарні (двокомпонентні) системи

Рисунок 2. Фазова діаграма заліза з домішками вуглецю

Для двокомпонентних речовин існують три параметри: температура, тиск і концентрація однієї з компонент. Зазвичай фазові діаграми будуються, відкладаючи по осі абсцис компонентний склад, а по осі ординат — температуру або тиск. Вид фазової діаграми двокомпонентної системи визначається особливістю взаємодії її компонентів у рідкому й твердому станах (утворення рідких і твердих розчинів, хімічних сполук і проміжних фаз), а також наявністю у компонентів поліморфних модифікацій. Особливе практичне значення мають конденсовані двокомпонентні системи, що не містять пари або газу. Діаграми стану і діаграми «склад — властивість» таких систем зображають на площині, відкладаючи на осі абсцис склад (виражений у процентах за масою, атомних чи мольних процентах одного з компонентів), а на осі ординат — температури фазових перетворень (початку і кінця кристалізації, поліморфних перетворень тощо) або числові значення вимірних властивостей бінарних систем (густини, твердості, електропровідності тощо).
Фазові діаграми досліджують і отримують зазвичай експериментально, використовуючи фізико-хімічні методи аналізу. Її можна побудувати й теоретично, вдаючись до розрахунку вільної енергії співіснуючих у системі фаз. За допомогою фазових діаграм визначають температуру плавлення сплавів, вибирають температуру гарячої обробки тиском, встановлюють режими термічної обробки сплавів тощо. Фазові діаграми використовують і при створенні сплавів з наперед заданими властивостями.

## Діаграми потрійних систем
Фазова діаграма стану трикомпонентної системи буде об'ємною у формі тригранної призми, в основі якої лежить концентраційний трикутник Гіббса (Гіббса — Розебома) або концентраційний трикутник Роебома, ребра якої є осями температури, бокові грані є площинами діаграм стану трьох бінарних систем, вершини відповідають однокомпонентним випадкам (вмістодного з компонентів 100 %); геометричні елементи (точки і лінії) всередині призми відображають стани трикомпонентної системи. При зображенні складу системи за методом Гіббса довжина кожного перпендикуляра, опущеного з фігуративної точки на сторону концентраційного трикутника, розташовану навпроти вершини, що відповідає шуканому компоненту — A, B або C, — відповідає вмісту в системі зазначеного у вершині компонента, а сума довжин перпендикулярів, опущених з будь-якої фігуративної точки всередині рівностороннього трикутника на його сторони є величина стала і рівна висоті цього трикутника, прийнятій за 100 %. При зображенні складу системи за методом Розебома (1894), що набув більшого поширення, ніж вихідний метод Гіббса, використовують шкали, нанесені на сторони рівностороннього концентраційного трикутника Розебома (довжина кожної сторони трикутника прийнята за 100 %), і проведені лінії, паралельні сторонам. Кожна з цих прямих є геометричним місцем точок з однаковим змістом компонента, що характеризується вершиною трикутника проти цієї сторони, причому самій вершині відповідає 100 % компонента.

Рисунок 3. Концентраційний трикутник Гіббса
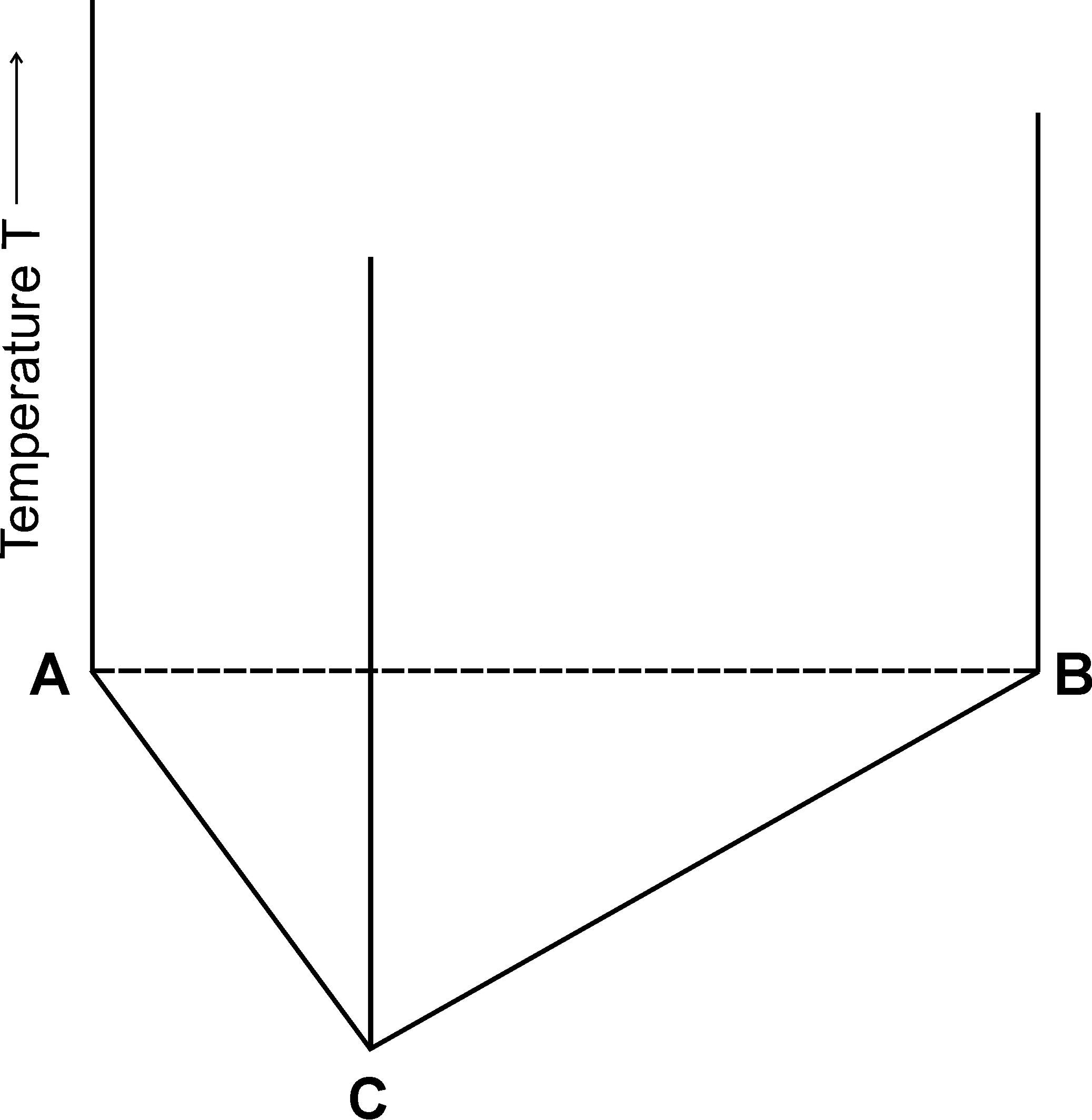
Рисунок 4. Просторова діаграма станів потрійної системи
Рисунок 5. Концентраційний трикутник Розебома
Рисунок 6. Об'ємна діаграма стану трикомпонентної системи з однією потрійною евтектикою

## Фазова діаграма багатокомпонентної суміші природних газів

Рисунок 7. Діаграма фазових перетворень багатокомпонентних вуглеводневих сумішей

Типова фазова діаграма багатокомпонентної суміші природних газів (рис. 7) у координатах тиск–температура має петлеподібний вигляд, тобто відрізняється від відповідної фазової діаграми одно-компонентного газу, яка має вигляд однієї монотонно зростаючої, увігнутої до осі температур кривої з однією кінцевою (критичною) точкою. На діаграмі (рис.) крива точок кипіння а  межа однофазного рідкого і двофазного парорідинного станів, а крива точок роси b  межа однофазного газоподібного і двофазного парорідинного станів. Ці криві сходяться в критичній точці К.
Критична точка  максимальне значення кривої точок кипіння за температури, але не тиску. Максимальному тиску цієї кривої відповідає точка N, яку називають криконденбарою. Для кривої точок роси  критична точка максимальна за значенням тиску, але максимальному значенню температури відповідає точка М, яка називається крикондентермою. Таким чином, на фазовій діаграмі багатокомпонентної суміші ці точки відповідають максимальним значенням тиску і температури. Зазначені точки в сукупності з критичною обмежують дві особливі області, в яких поведінка суміші відрізняється від поведінки чистої речовини. Це ретроградні області, які носять назви: зворотної конденсації  обмежена кривою KDM і зворотного випаровування — обмежена кривою NHK.
Фазова діаграма з усіма її особливостями властива будь-яким багатокомпонентним сумішам, але ширина її петлі і розташування критичної точки, а отже, і ретроградних областей залежать від складу суміші.